# Rey Fénix
Rey Fénix (Città del Messico, 30 dicembre 1990) è un wrestler messicano sotto contratto con la WWE.
In passato ha lottato per la All Elite Wrestling, Lucha Libre AAA Worldwide, Impact Wrestling, Major League Wrestling, Lucha Underground e Consejo Mundial de Lucha Libre.
Insieme al fratello Penta El Zero Miedo, ha formato i Lucha Brothers e i due, insieme a Pac facevano parte del Death Triangle.

## Carriera

### WWE (2025–presente)
Il 21 marzo 2025, Expañol Fightful Select ha riportato la notizia della firma di Fenix con la WWE e nelle puntate successive di SmackDown, sono stati mandati in onda diversi trailer sul suo prossimo debutto.
Il 19 aprile sostituisce Rey Mysterio, allora infortunato, nel suo match contro El Grande Americano a WrestleMania 41 vendendo però sconfitto.

## Titoli e riconoscimenti

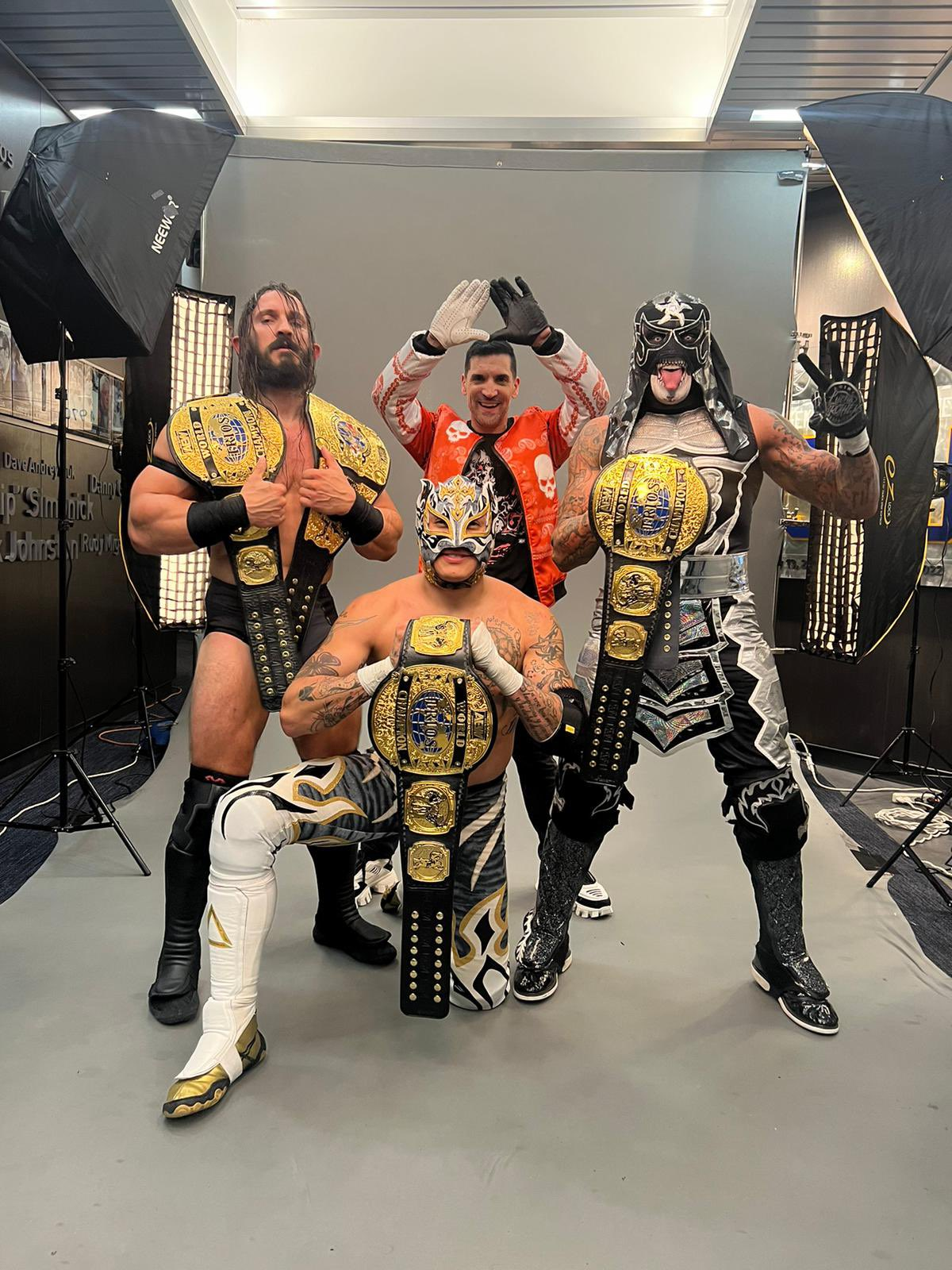
Il Death Triangle con l'AEW World Trios Championship

- AAW: Professional Wrestling Redefined 
  - AAW Heavyweight Championship (1)
  - AAW Tag Team Championship (2) con AR Fox (1) e Penta el 0M (1)
- All Elite Wrestling
  - AEW International Championship (1)[8]
  - AEW World Tag Team Championship (1) - con Penta El Zero Miedo[9]
  - AEW World Trios Championship (1) - con Pac e Penta El Zero Miedo[10]
- Chikara
  - King of Trios (2015) – con Aero Star e Drago
- Impact Wrestling
  - Impact Tag Team Championship (1) con Pentagón Jr.
- Lucha Libre AAA Worldwide
  - Mega Campeonato AAA (1)
  - Campeonato AAA Fusión (1)
  - Campeonato Mundial en Parejas de AAA (2) - con Pentagón Jr.
  - Campeonato Latinoamericano AAA (1)
  - Campeonato Mundial de Peso Crucero de AAA (1)
- Lucha Underground
  - Gift of the Gods Championship (1)
  - Lucha Underground Championship (1)
  - Lucha Underground Trios Championship (1) con Aero Star e Drago
- Major League Wrestling 
  - MLW Tag Team Championship (1) - con Penta el Zero M
- Mucha Lucha Atlanta
  - Border War Tournament (2017)[11]
- New Generation Championship Wrestling
  - NGCW Florida Grand Championship (1)
- Oddity Wrestling Alliance
  - Border x Brewing Championship (1)[12]
- Pro Wrestling Guerrilla
  - PWG World Tag Team Championship (1) - con Penta el Zero M
- Pro Wrestling Illustrated
  - 61º nella classifica dei 500 migliori wrestlers su PWI 500 (2018)
- Ring Of Honor
  - ROH World Tag Team Championship (1) - con Penta El Zero Miedo[13]
- The Crash Lucha Libre
  - The Crash Cruiserweight Championship (1)
  - The Crash Tag Team Championship (1) con Penta el Zero M
- Wrestling Observer Newsletter
  - Tag Team of The Year (2019) con Penta El 0 Miedo